# Christopher Latham Sholes
Christopher Latham Sholes (14. února 1819 Mooresburg, Pensylvánie - 17. února 1890 Milwaukee, Wisconsin) byl americký vynálezce, novinář a politik.
Spolu s Frankem Hallem, Carlosem Gliddenem, Giuseppem Ravizzou a Johnem Prattem vyvinul první komerčně úspěšný a masově vyráběný psací stroj (Sholes and Glidden typewriter alias Remington No. 1) Později v rámci svých snah o vylepšení tohoto stroje vytvořil klávesnici typu QWERTY.
Jako politik a novinář se účastnil tažení proti trestu smrti a přispěl k tomu, že jej Wisconsin v roce 1853 jako vůbec první stát USA zrušil. Ostře se též stavěl proti otroctví. Byl dvakrát senátorem wisconsinského státního senátu (1848/9 za demokraty a 1856/7 za republikány) a jednou poslancem wisconsinské státní sněmovny (1852/3 za protiotrokářskou FSP).